# Глинище (Тульская область)
Глинище — упразднённый посёлок на территории муниципального образования город Алексин (бывшем Алексинском районе) Тульской области России.
До упразднения уездно-губернского деления (1925) входило в состав Суходольской волости Алексинского уезда Тульской губернии Российской империи и РСФСР.

## Топоним
На плане Генерального межевания уездов Тульской губернии 1776—1797 годов указано как Глинино.. На карте Шуберта указано как Глинища.
В документах XVIII—XIX веков называется называется сельцо Глинищи.

## География
Находился восточнее пос. Новогуровский.

## История
По состоянию на 1913 год сельцо было приписано к приходу церкви с. Нижний Суходол.
К распаду СССР уже нежилая.

## Инфраструктура
Было личное подсобное хозяйство, подробно обозначено на предвоенной карте РККА..

## Транспорт
Просёлочные дороги.